# Piotr Kazimierz Oskierka
Piotr Kazimierz Oskierka herbu Murdelio odmienny (zm. 18 lipca 1698 roku) – łowczy połocki w latach 1673-1698.
Był elektorem Jana III Sobieskiego z województwa połockiego w 1674 roku.